# Grecia (tucán)
Grecia (n. 2014 - d. 2022) fue un tucán macho de Costa Rica que con nueve meses de edad fue víctima de un acto de vandalismo que le produjo la pérdida de su pico característico. Para remediar su lesión, Grecia recibió la primera prótesis de pico en un pájaro en la historia.

## Incidente
El ataque sucedió a comienzos de 2015. Un tucán macho fue rescatado de la calle en el Cantón de Grecia (Costa Rica) por funcionarios del Ministerio de Medio Ambiente costarricense y trasladado al Rescate Wildlife Rescue Center (antes Rescate Animal zoo Ave), después de que perdiera gran parte de su pico como consecuencia del apaleamiento sufrido. Recibió el nombre "Grecia" en referencia a la localidad donde fue hallado.

## Recuperación
Tras la agresión, el tucán terminó con una dolorosa herida, dado que le fue arrancada más de la mitad de la parte superior del pico. Varias empresas se unieron bajo la consigna de diseñar una prótesis. Con ayuda del pico de otro tucán, ya comenzó la primera etapa. Un escáner de alta resolución permitió obtener información para confeccionar la prótesis correcta. Todo el proceso de escaneo quedó en manos de la empresa 3D Systems- Grupo SG, una de las cuatro compañías que se unieron para ayudar en el diseño y elaboración de la prótesis para Grecia, mientras estaba engordando y su herida cicatrizando.
La idea fue hacer uso de impresoras 3D para crearle una prótesis a Grecia; es Mariela Fonseca, miembro de Elementos 3D, una empresa de Costa Rica dedicada a ello, la impulsora de una campaña de recaudación de fondos destinada al diseño e impresión tridimensional para ayudar a Grecia. Hacia septiembre del 2015, el tucán recibió la inversión de una primera prótesis, tras varios meses de pruebas. El material escogido para el pico es el nailon, ya que es ligero, y se sostiene con un pegamento que debe cambiarse cada 2 o 3 meses. Actualmente el tucán Grecia ya esta curado, y puede alimentarse por sí mismo, aunque debido a la gravedad de la herida, Grecia tendrá que permanecer bajo cuidados intensivos de por vida.

## Repercusiones
El presidente de la República, Luis Guillermo Solís, solicitó a los diputados de la Asamblea Legislativa que avancen en la discusión del Proyecto de Ley de Bienestar Animal con el fin de aprobar esta iniciativa y proteger a la fauna silvestre y animales domésticos de ataques como estos.
Cientos de personas marcharon el 1 de febrero en la ciudad de San José para protestar contra el maltrato animal. Decenas de personas acompañadas por su mascotas partieron de la estatua de León Cortés en La Sabana rumbo al Parque Central de la ciudad. 